# Acetamida (mineral)
L'acetamida és un mineral de la classe dels minerals orgànics. Rep el nom per l'acetamida, el compost químic de la mateixa composició.

## Característiques
L'acetamida és un mineral orgànic de fórmula química CH₃CONH₂. Va ser aprovada com a espècie vàlida per l'Associació Mineralògica Internacional l'any 1974. Cristal·litza en el sistema trigonal. La seva duresa a l'escala de Mohs es troba entre 1 i 1,5.
Segons la classificació de Nickel-Strunz, l'acetamida pertany a «10.AA - Sals d'àcids orgànics: formats, acetats, etc» juntament amb els següents minerals: formicaïta, dashkovaïta, acetamida, calclacita, paceïta i hoganita.
Va ser descoberta a la mina de carbó de Chervonograd, situada a la província de Lviv (Ucraïna). També ha estat descrita a la localitat de Shamokin, al comtat de Northumberland (Pennsilvània, Estats Units), i a la localitat de Radlin, al Voivodat de Silèsia (Polònia). Aquests tres indrets són els únics de tot el planeta on ha estat descrita aquesta espècie mineral.